# (37109) 2000 UZ102
2000 UZ102 (asteroide 37109) é um asteroide da cintura principal. Possui uma excentricidade de 0.15365030 e uma inclinação de 6.47086º.
Este asteroide foi descoberto no dia 25 de outubro de 2000 por LINEAR em Socorro.